# 孫元衡
孫元衡（1661年—？），字湘南，中國清朝官員，安徽桐城人。

## 生平
孫元衡爲貢生出身，康熙42年（1703年）任台灣府海防補盜同知。康熙45年(1706)接替病逝于任內的毛殿颺，代理諸羅縣知縣。康熙四十六年（1707年）改任台灣府台灣縣知縣。

## 著作
- 康熙49年（1710年）《赤嵌集》[2]
- 康熙49年（1710年）《片石園詩》[2]

## 外部連結
- 孫元衡 （页面存档备份，存于），台灣文學網。
- 宋澤萊，論孫元衡《赤嵌集》的「魔怪意象世界」書寫 （页面存档备份，存于），台文戰線聯盟。

| 官衔          | 官衔                                          | 官衔          |
| ------------- | --------------------------------------------- | ------------- |
| 前任： 趙純禧 | 臺灣府海防補盜同知 康熙四十四年（1705年）上任 | 繼任： 洪一棟 |
| 前任： 毛殿颺 | 臺灣府諸羅縣知縣 康熙四十五年（1706年）上任   | 繼任： 李鏞   |
| 前任： 王仕俊 | 臺灣府臺灣縣知縣 康熙四十六年（1707年）上任   | 繼任： 張宏   |